# Lijst van voetbalinterlands Chili - Frankrijk
Deze lijst van voetbalinterlands is een overzicht van alle officiële voetbalwedstrijden tussen de nationale teams van Chili en Frankrijk. De landen speelden tot op heden zes keer tegen elkaar. De eerste ontmoeting, een groepswedstrijd tijdens het Wereldkampioenschap voetbal 1930, werd gespeeld in Montevideo (Uruguay) op 19 juli 1930. Het laatste duel, een vriendschappelijke wedstrijd, vond plaats op 26 maart 2024 in Marseille.

## Wedstrijden
| № | Plaats      | Datum            | Competitie        | Wedstrijd         | Uitslag |
| - | ----------- | ---------------- | ----------------- | ----------------- | ------- |
| 1 | Montevideo  | 19 juli 1930     | WK 1930           | Frankrijk – Chili | 0 – 1   |
| 2 | Parijs      | 16 maart 1960    | Vriendschappelijk | Frankrijk – Chili | 6 – 0   |
| 3 | Lyon        | 22 maart 1994    | Vriendschappelijk | Frankrijk – Chili | 3 – 1   |
| 4 | Santiago    | 1 september 2001 | Vriendschappelijk | Chili – Frankrijk | 2 – 1   |
| 5 | Montpellier | 10 augustus 2011 | Vriendschappelijk | Frankrijk – Chili | 1 – 1   |
| 6 | Marseille   | 26 maart 2024    | Vriendschappelijk | Frankrijk − Chili | 3 − 2   |

## Samenvatting
| Competitie        | Totaal gespeeld | Winst Chili | Gelijk | Winst Frankrijk | Doelsaldo Chili – Frankrijk |
| ----------------- | --------------- | ----------- | ------ | --------------- | --------------------------- |
| WK-eindronde      | 1               | 1           | 0      | 0               | 1 − 0                       |
| Vriendschappelijk | 5               | 1           | 1      | 3               | 6 − 14                      |
| Totaal            | 6               | 2           | 1      | 3               | 7 − 14                      |

Wedstrijden bepaald door strafschoppen worden, in lijn met de FIFA, als een gelijkspel gerekend.

## Details

### Derde ontmoeting
| Vriendschappelijk (Lyon, Frankrijk, 22 maart 1994): |              | |
| Frankrijk | 3 – 1        | Chili |
| Jean-Pierre Papin 7' Youri Djorkaeff 36' Corentin Martins 50' | goals        | 11' Iván Zamorano |
| Aimé Jacquet | bondscoach   | Mirko Jozić |
| Bernard Lama Jocelyn Angloma Alain Roche 79' Marcel Desailly 72' Bixente Lizarazu Didier Deschamps Youri Djorkaeff 46' Jean-Michel Ferri Jean-Pierre Papin Christophe Cocard David Ginola 46' | opstellingen | Nelson Tapia Ronald Fuentes Daniel López Carlos Fuentes Pedro Jaque Nelson Parraguez 82' Fabián Estay Mario Lepe 60' Raimundo Tupper Iván Zamorano 74' Pedro González |
| Corentin Martins 46' Pascal Vahirua 46' Christian Karembeu 72' Paul Le Guen 79' | wissels      | 60' Marcelo Alvarez 74' Claudio Rojas 82' Lukas Tudor |
| - Debuut van doelman Nelson Tapia voor Chili. |              | |

### Vierde ontmoeting
| Vriendschappelijk (Santiago, Chili, 1 september 2001): |              | |
| Chili | 2 – 1        | Frankrijk |
| Pablo Galdames 4' Reinaldo Navia 51' | goals        | 74' David Trezeguet |
| Pedro García | bondscoach   | Roger Lemerre |
| Sergio Vargas 73' Francisco Rojas Pedro Reyes Jorge Vargas Mauricio Aros 69' Ricardo Rojas 78' Pablo Galdames Clarence Acuña Rodrigo Tello 83' Reinaldo Navia 60' Iván Zamorano 88' | opstellingen | Ulrich Ramé Lilian Thuram 46' Marcel Desailly Mickael Silvestre Bixente Lizarazu 63' Patrick Vieira Emmanuel Petit Zinédine Zidane 69' Robert Pirès 46' Sylvain Wiltord David Trezeguet |
| Cristián Montecinos 60' Rodrigo Pérez 69' Nelson Tapia 73' Luis Fuentes 78' Esteban Valencia 83' Claudio Núñez 88' Fernando Solís Luis Chavarría Marco Villaseca David Pizarro      | wissels      | 46' Frank Lebœuf 46' Thierry Henry 63' Claude Makélélé 69' Steve Marlet Grégory Coupet Lionel Letizi Johan Micoud Willy Sagnol                                                          |
| Clarence Acuña 70' Sergio Vargas ??' Pablo Galdames ??' | gele kaarten | 36' Marcel Desailly 53' Frank Lebœuf 53' Zinédine Zidane ??' Bixente Lizarazu |
| - Afscheidduel van spits Iván Zamorano (Chili). |              | |

### Vijfde ontmoeting
| Vriendschappelijk (Montpellier, Frankrijk, 10 augustus 2011): |              | |
| Frankrijk | 1 – 1        | Chili |
| Loïc Rémy 20' | goals        | 76' Nicolás Córdova |
| Laurent Blanc | bondscoach   | Claudio Borghi |
| Hugo Lloris Gaël Clichy Éric Abidal Bacary Sagna 81' Younes Kaboul Samir Nasri 66' Florent Malouda 68' Yann M'Vila Marvin Martin 77' Karim Benzema 65' Loïc Rémy | opstellingen | Claudio Bravo Waldo Ponce Mauricio Isla 89' Pablo Contreras 85' Carlos Carmona 81' Jean Beausejour Arturo Vidal Jorge Valdivia 46' Gary Medel 46' Luis Jiménez 65' Diego Rubio |
| Kevin Gameiro 65' Yohan Cabaye 66' Jérémy Ménez 68' Blaise Matuidi 77' Anthony Réveillère 81'                                                                    | wissels      | 46' Alexis Sánchez 46' Felipe Seymour 65' Nicolás Córdova 81' Fabián Orellana 85' Marco Estrada 89' Gonzalo Jara                                                               |
| Gaël Clichy 33' Yann M'Vila 72' | gele kaarten | 34' Gary Medel 69' Jean Beausejour 72' Pablo Contreras |